# 猛熊
猛熊（日语：ヤマニンウルス），是日本現役純種競賽馬匹。目前主要勝場有2024年子犬座錦標、2025年東海錦標。

## 出賽前
2020年5月21日出生於北海道新冠町錦岡牧場，所有權歸於母系馬主土井肇旗下，其後交由栗東訓練中心練馬師齊藤崇史訓練。

## 競賽生涯

### 2歲
2022年8月20日出戰小倉競馬場2歲新馬戰，比賽初段維持於前方位置，於第三彎道時發力透出並取得領先。通過第四彎道進入直路後，其繼續於前方加速衝刺，最終大幅拋離後方對手，以4.3秒、約21馬位的優勢取得首勝，不但打破1984年引入分級制以來的中央平地賽事頭馬差距紀錄，其1分44.3秒的完賽時間亦為泥地1700米跑道2歲紀錄。

### 3歲
休養大半年後於2023年4月23日復出出戰3歲一捷馬戰，比賽初段繼續留守前方位置，於直路入口經已進佔優勢。進入直路後，其於內欄位置輕鬆加速拉開後方，最終拋離對手6馬位取得勝利。
其後再度進入休養，於11月出戰3歲以上兩捷馬戰，比賽途中仍然選擇以往的方式，於第三、四彎道逐步透出下在直路迅速取得優勢，最終以3 1/2馬位優勢取得三連勝。

### 4歲
2024年1月14日出戰雅錦標，一直維持於Legame Pesca後方下於第四彎道奪取主動權，逐步衝出下一舉來到前方位置，最終亦能阻止Bahir Dar的追擊取得四連勝。
其後陣營原定以平安錦標作為其下一步的目標，但受到蹄裂的影響下改為日程稍後的子犬座錦標。比賽開始後，其維持於先團第四左右的位置，於對面直路開始發力上前，在最後彎道經已取得領先。進入直路後，其繼續以過彎時的姿態加速衝刺，最終拉開第二的Suleyman 3馬位，以無敗五連勝的姿態取得首個分級賽冠軍。
12月初原定想出戰日本冠軍盃，但於獎金不足被排除於名單外，因而改為出戰地方賽事名古屋大賞典。比賽開始後，其以穩定的姿態保持於Notturno及Mikki Fight後方的位置，然而通過最後彎道時未有展現出以往的姿態，最終在直路進一步後退，以第六吞下生涯首敗。

### 5歲
2025年年初原本打算出戰二月錦標，但獎金不足下又未能出戰其他賽事，因而轉戰草地以小倉大賞典作為目標。比賽開始後，其於衝出維持於第二的位置，面對前方大逃領放的Selberg，其未有跟隨對方前進，但亦稍微加速拋離後方主馬群。進入直路後，其仍然處於內欄位置直迫前方的賽駒，但最終失速下以第十大敗。
3月16日以表列賽珊瑚錦標作為目標，比賽初段保持在中團靠前位置推進，於過彎時候稍微放緩節奏取位。進入直路後，其在中檔位置展開衝刺追擊前方的賽駒，但最終未能縮窄距離下以第三落敗。
其後出戰三級賽天蠍錦標，本次比賽其採用先頭戰術，一直維持在約莫第三、四左右的位置推進，但最終在直路上失速後退，以第七的戰績落敗。
7月選擇以東海錦標作為下一步，賽前取得第四人氣。比賽開始後，其迅速搶佔前方位置並保持在約莫第二、三附近，跟隨Ridill的節奏逐步推進，並在彎道附近開始發力上前壓迫對手。進入直路後，其開始加速並在最後400米處經已取得領先，最終一路加速之下逐步拉開和對手的位置，取得自子犬座錦標後的第二個分級賽冠軍。

### 詳細賽績
| 日期       | 舉辦國家 | 馬場   | 距離   | 級別   | 賽事名稱        | 負重 | 騎師     | 馬號 | 出馬 | 名次 | 時間   | 頭馬（二馬）       |
| ---------- | -------- | ------ | ------ | ------ | --------------- | ---- | -------- | ---- | ---- | ---- | ------ | ------------------ |
| 20/8/2022  | 日本     | 小倉   | 泥1700 |        | 2歲新馬         | 50   | 今村聖奈 | 8    | 15   | 1    | 1:44.3 | （日升頂峰）       |
| 23/4/2023  | 日本     | 京都   | 泥1800 |        | 3歲一捷馬戰     | 56   | 武豐     | 3    | 9    | 1    | 1:52.3 | （Mariana Trench） |
| 12/11/2023 | 日本     | 京都   | 泥1900 |        | 3歲以上兩捷馬戰 | 56   | 李慕華   | 12   | 16   | 1    | 2:00.8 | （賢者之地）       |
| 14/1/2024  | 日本     | 京都   | 泥1800 |        | 雅錦標          | 57   | 武豐     | 6    | 13   | 1    | 1:51.8 | （Bahir Dar）      |
| 7/7/2024   | 日本     | 小倉   | 泥1700 | GIII   | 子犬座錦標      | 57   | 武豐     | 11   | 16   | 1    | 1:42.7 | （Suleyman）       |
| 19/12/2024 | 日本     | 名古屋 | 泥2000 | JpnIII | 名古屋大賞典    | 58.5 | 武豐     | 3    | 12   | 6    | 2:07.7 | Mikki Fight        |
| 23/2/2025  | 日本     | 小倉   | 草1800 | GIII   | 小倉大賞典      | 58.5 | 藤懸貴志 | 11   | 13   | 10   | 1:47.0 | 長跑長有           |
| 16/3/2025  | 日本     | 阪神   | 泥1400 | L      | 珊瑚錦標        | 59   | 團野大成 | 4    | 11   | 3    | 1:24.3 | Advance Pharoah    |
| 19/4/2025  | 日本     | 阪神   | 泥1800 | GIII   | 天蠍錦標        | 58   | 武豐     | 9    | 12   | 7    | 1:52.6 | Mikki Fight        |
| 28/7/2025  | 日本     | 中京   | 泥1400 | GIII   | 東海錦標        | 57   | 武豐     | 7    | 16   | 1    | 1:22.2 | （In Your Palace） |

## 血統簡介
父系一路通為日本賽駒，生涯戰績優秀，曾勝出秋季天皇賞、杜拜免稅店盃及安田紀念，更於2014年浪琴表世界馬匹年終排名中，以130分成為最高國際評分的賽駒。祖父真心呼喚亦是日本賽駒，生涯戰績優秀，曾於2005年有馬紀念擊敗無敗三冠馬大震撼奪得冠軍，亦於其後贏得杜拜司馬經典賽。
母系Yamaninpapillonner為日本賽駒，生涯僅勝出條件戰級別的賽事。外祖父橫掃天下為美國賽駒，生涯戰績優秀，曾勝出大都會讓賽及古銜讓賽。

### 血統表
| 父線：週日寧靜系（Halo系）                 |                                |                |               |
| 種馬 一路通 2009年（棗色）                 | 真心呼喚 2001年（棗色）        | 週日寧靜       | Halo          |
| 種馬 一路通 2009年（棗色）                 | 真心呼喚 2001年（棗色）        | 週日寧靜       | Wishing Well  |
| 種馬 一路通 2009年（棗色）                 | 真心呼喚 2001年（棗色）        | Irish Dance    | 東來兵        |
| 種馬 一路通 2009年（棗色）                 | 真心呼喚 2001年（棗色）        | Irish Dance    | Buper Dance   |
| 種馬 一路通 2009年（棗色）                 | Sibyl 1999年（棗色）           | 再度狂野       | Icecapade     |
| 種馬 一路通 2009年（棗色）                 | Sibyl 1999年（棗色）           | 再度狂野       | Bushel-n-Peck |
| 種馬 一路通 2009年（棗色）                 | Sibyl 1999年（棗色）           | Charon         | Mo Exception  |
| 種馬 一路通 2009年（棗色）                 | Sibyl 1999年（棗色）           | Charon         | Double Wiggle |
| 繁殖雌馬 Yamaninpapillonner 2008年（灰色） | 橫掃天下 1997年（灰色）        | 最後橫掃       | Forty Niner   |
| 繁殖雌馬 Yamaninpapillonner 2008年（灰色） | 橫掃天下 1997年（灰色）        | 最後橫掃       | Broom Dance   |
| 繁殖雌馬 Yamaninpapillonner 2008年（灰色） | 橫掃天下 1997年（灰色）        | Sheer Ice      | Cutlass       |
| 繁殖雌馬 Yamaninpapillonner 2008年（灰色） | 橫掃天下 1997年（灰色）        | Sheer Ice      | Hey Dolly A.  |
| 繁殖雌馬 Yamaninpapillonner 2008年（灰色） | Yamanin Melty 1996年（深棗色） | Jade Robbery   | 淘金者        |
| 繁殖雌馬 Yamaninpapillonner 2008年（灰色） | Yamanin Melty 1996年（深棗色） | Jade Robbery   | Number        |
| 繁殖雌馬 Yamaninpapillonner 2008年（灰色） | Yamanin Melty 1996年（深棗色） | One of a Klein | 單色          |
| 繁殖雌馬 Yamaninpapillonner 2008年（灰色） | Yamanin Melty 1996年（深棗色） | One of a Klein | Barely Even   |
| 雌系：號族：10-d                           |                                |                |               |
| 五代內近親交配：淘金者 5×4                 |                                |                |               |

## 命名由來
名字中，Yamanin（ヤマニン）為馬主土井肇之冠名，出自其所屬的土井一族之屋號，Ours（ウルス）就是法語中的熊，香港忽略冠名部分，翻譯為「猛熊」。

## 外部連結
- 猛熊 netkeba.com
- 血統表